# 텍사스 대 화이트 사건
텍사스 대 화이트 사건(Texas v. White), 74 US (7 Wall.) 700 (1869)은 1869년 미국 연방 대법원이 판결한 사건이다. 이 사건은 1850년 이후 텍사스 주가 소유한 미국 채권이 미국 남북 전쟁 동안 남부 동맹 주의회에 의해 불법적으로 판매되었다는 텍사스 재건 정부의 주장을 다루었다. 텍사스 주는, 주가 당사자인 특정 사건에 대해 연방 대법원이 원심재판권을 갖는 미국 헌법에 의거하여 연방 대법원에 직접 소송을 제기했다.
원심재판권에 따른 판결에서 연방대법원은 텍사스가 비록 최초에 아메리카 연합국에 가입하고 그 당시에 군사 통치 하였다고 하더라도 법적으로 미국의 주로 남아 있었다고 판시했다. 채권 발행을 검토하면서 연방대법원은 미국 헌법이 개별 주가 일방적으로 미국에서 탈퇴하는 것을 허용하지 않는다고 보았으며, 따라서 탈퇴 조례와 탈퇴를 한 주 내 입법부가 그 탈퇴에 효력을 부여한 모든 행위는 "원천 무효"였다.